# 1993年のスポーツ
- 年度別スポーツ記事一覧

1993年のスポーツでは、1993年（平成5年）のスポーツ関連の出来事についてまとめる。

## できごと
- 1月5日 - MLBのレジー・ジャクソン、アメリカ野球殿堂入り
- 1月27日 - 大相撲の大関曙太郎、第64代横綱に昇進
- 3月7日 - ドーピング違反の再発で国際陸上競技連盟より永久追放処分を受けたカナダのベン・ジョンソン、引退表明
- 4月27日 - サッカーザンビア代表を乗せた輸送機が大西洋上に墜落し乗員乗客全員が死亡（ガボン航空惨事）
- 4月30日 - テニスのモニカ・セレシュが、ドイツ・ハンブルクでの試合中に暴漢に襲われ、戦線離脱
- 5月15日 - 日本初のプロサッカーリーグ、Jリーグ発足
- 5月21日 - オリンピック・マルセイユの八百長スキャンダルが発覚
- 9月23日 - IOC総会、シドニーを2000年夏季オリンピックの開催地に決定
- 9月27日 - 国際柔道連盟、カラー柔道着問題で賛成52、反対92で否決
- 10月28日 - FIFAワールドカップアジア予選最終試合の日本対イラク戦で、日本はロスタイムに同点に追いつかれ、出場を逃す（ドーハの悲劇）
- 11月3日 - シカゴ・ブルズを史上初めてNBA3連覇に導いたマイケル・ジョーダン、引退を表明
- 12月11日 - 千葉マリンスタジアムで女子アメリカンフットボール初の公式戦クイーンボウル開催
- 12月18日 - 群馬山岳連盟隊、冬季のエベレスト南西壁初登頂に成功

## 総合競技大会
- 第16回冬季ユニバーシアード（ポーランド・ザコパネ・2月6日～14日） - 日本の獲得メダル:金6、銀8、銅4
- 第5回スペシャルオリンピックス冬季世界大会（オーストリア・ザルツブルク、シェラートミング・3月）
- 第1回東アジア競技大会（上海・5月9日～18日） - 日本の獲得メダル:金25、銀37、銅55
- 第17回夏季ユニバーシアード（アメリカ・バッファロー・7月8日～18日） - 日本の獲得メダル:金5、銀13、銅12
- 第4回ワールドゲームズ（オランダ・ハーグ・7月22日～8月1日）
- 第17回世界ろう者競技大会（ブルガリア・ソフィア・7月24日～8月2日） - 日本の獲得メダル:金4、銀7、銅5
- 第43回東四国国体（冬季スケート・アイスホッケー - 1月29日～1日・青森県、冬季スキー・バイアスロン - 2月16日～19日・鳥取県、夏季 - 9月5日～8日・香川県、徳島県、秋季 - 10月24日～29日・香川県、徳島県）
天皇杯順位:優勝 香川県、第2位 徳島県、第3位 東京都
皇后杯順位:優勝 香川県、第2位 東京都、第3位 大阪府

## アイスホッケー
- スタンレーカップ決勝（1992-1993シーズン）
モントリオール・カナディアンズ （4勝1敗） ロサンゼルス・キングス

## アメリカンフットボール

### NFL
- AFCチャンピオンシップゲーム（1月17日、ジョー・ロビー・スタジアム）
バッファロー・ビルズ 29 - 10 マイアミ・ドルフィンズ
- NFCチャンピオンシップゲーム（1月17日、キャンドルスティック・パーク）
ダラス・カウボーイズ 30 - 20 サンフランシスコ・49ers
- 第27回スーパーボウル（1月26日、カリフォルニア州ローズボウル）
ダラス・カウボーイズ(NFC、15年ぶり3回目)　52-17　バッファロー・ビルズ(AFC)

### 日本の大会
- 第46回ライスボウル（1月3日、東京都文京区・東京ドーム）
アサヒビールシルバースター(社会人代表) 29-20 京都大学ギャングスターズ(学生代表）
- 第48回毎日甲子園ボウル(12月19日、兵庫県西宮市・阪神甲子園球場）
関西学院大学ファイターズ(関西学生代表) 35-10 日本体育大学トライアンファント ライオン(関東学生代表)
- 第7回東京スーパーボウル (12月7日、東京都文京区・東京ドーム）
アサヒビールシルバースター 13-0 サンスターファイニーズ

## 競馬

### 日本のGI競走
中央競馬
- 桜花賞（阪神・4月11日） 優勝：ベガ、騎手：武豊
- 皐月賞（中山・4月18日） 優勝：ナリタタイシン、騎手：武豊
- 天皇賞（春）（京都・4月25日） 優勝：ライスシャワー、騎手：的場均
- 安田記念（東京・5月16日) 優勝：ヤマニンゼファー 騎手：柴田善臣
- 優駿牝馬（オークス）（東京・5月23日)  優勝：ベガ、騎手：武豊
- 東京優駿（日本ダービー）（東京・5月30日) 優勝：ウイニングチケット、騎手：柴田政人
- 宝塚記念（阪神・6月13日) 優勝：メジロマックイーン、 騎手：武豊
- 天皇賞（秋）（東京・10月31日） 優勝：ヤマニンゼファー、騎手：柴田善臣
- 菊花賞（京都・11月7日） 優勝：ビワハヤヒデ、騎手：岡部幸雄
- エリザベス女王杯（京都・11月14日） 優勝：ホクトベガ、騎手：加藤和宏
- マイルチャンピオンシップ（京都・11月21日） 優勝：シンコウラブリイ、騎手：岡部幸雄
- ジャパンカップ（東京・11月28日） 優勝：レガシーワールド、騎手：河内洋
- 阪神3歳牝馬ステークス（阪神・12月5日） 優勝：ヒシアマゾン、騎手：中舘英二
- 朝日杯3歳ステークス（中山・12月12日） 優勝：ナリタブライアン、騎手：南井克巳
- スプリンターズステークス（中山・12月19日） 優勝：サクラバクシンオー、騎手：小島太
- 有馬記念（中山・12月26日） 優勝：トウカイテイオー、騎手：田原成貴

### JRA賞
- 年度代表馬・最優秀4歳以上牡馬　ビワハヤヒデ
- 最優秀3歳牡馬　ナリタブライアン
- 最優秀3歳牝馬　ヒシアマゾン
- 最優秀4歳牝馬　ベガ
- 最優秀5歳牡馬・最優秀短距離馬・最優秀父内国産馬　ヤマニンゼファー
- 最優秀5歳以上牝馬　シンコウラブリイ
- 最優秀ダートホース　メイショウホムラ
- 最優秀障害馬　ブロードマインド
- 最優秀アラブ　シゲルホームラン
- 最多勝利騎手・最多賞金獲得騎手　武豊
- 最高勝率騎手　岡部幸雄

## ゴルフ

### 世界4大大会（男子）
- マスターズ優勝者：ベルンハルト・ランガー（ドイツ）
- 全米オープン優勝者：リー・ジャンセン（アメリカ）
- 全英オープン優勝者：グレグ・ノーマン（オーストラリア）
- 全米プロゴルフ優勝者：ポール・エイジンガー（アメリカ）

### 世界4大大会（女子）
- ナビスコ・ダイナ・ショア大会優勝者：ヘレン・アルフレッドソン（スウェーデン）
- 全米女子プロゴルフ優勝者：パティ・シーハン（アメリカ）
- 全米女子オープン優勝者：ローリー・マーテン（アメリカ）
- デュモーリエ・クラシック優勝者：ブランディ・バートン（アメリカ）

### 日本
- 賞金王（男子）：飯合肇
- 賞金女王：平瀬真由美

## サッカー
- 天皇杯全日本サッカー選手権大会決勝  （1992年度）
日産FC横浜マリノス 2-1 読売ヴェルディ
天皇杯優勝 - 日産FC横浜マリノス
- Jリーグ
1stステージ優勝 - 鹿島アントラーズ
2ndステージ優勝 - ヴェルディ川崎
チャンピオンシップ年間優勝 - ヴェルディ川崎
Jリーグナビスコカップ決勝
ヴェルディ川崎 1-0 清水エスパルス
ナビスコカップ優勝 - ヴェルディ川崎

## テニス

### グランドスラム
- 全豪オープン　男子単優勝：ジム・クーリエ（アメリカ）、女子単優勝：モニカ・セレシュ（ユーゴスラビア）
- 全仏オープン　男子単優勝：セルジ・ブルゲラ（スペイン）、女子単優勝：シュテフィ・グラフ（ドイツ）
- ウィンブルドン　男子単優勝：ピート・サンプラス（アメリカ）、女子単優勝：シュテフィ・グラフ（ドイツ）
- 全米オープン　男子単優勝：ピート・サンプラス（アメリカ）、女子単優勝：シュテフィ・グラフ（ドイツ）

## プロレス
- プロレス大賞MVP:天龍源一郎（WAR）
- G1クライマックス（新日本プロレス）優勝：藤波辰爾（初優勝）
- 世界最強タッグ決定リーグ戦（全日本プロレス） 優勝：三沢光晴&小橋建太「超世代軍」組（初優勝）

## 誕生

### 1月
- 1月27日 - ダニエル太郎（アメリカ合衆国、テニス）

### 2月
- 2月8日 - 青木瀬令奈（群馬県、ゴルフ）
- 2月23日 - 石川佳純（山口県、卓球）

### 3月
- 3月11日 - アンソニー・デイビス（アメリカ合衆国、バスケットボール）
- 3月18日 - 岩渕真奈（東京都、サッカー）
- 3月20日 - スローン・スティーブンス（アメリカ合衆国、テニス）

### 4月
- 4月10日 - 井上尚弥（神奈川県、ボクシング）
- 4月16日 - 長洲未来（アメリカ合衆国、フィギュアスケート）
- 4月19日 - マッテオ・マナセロ（イタリア、ゴルフ）
- 4月29日 - ジャスティン・トーマス (アメリカ合衆国、ゴルフ)

### 5月
- 5月11日 - 野杁正明（愛知県、キックボクシング）
- 5月14日 - クリスティナ・マダナビッチ（フランス、テニス）
- 5月29日 - ヤナ・チェペロバ（スロバキア、テニス）
- 5月20日 - キャロライン・ジャン（アメリカ合衆国、フィギュアスケート）
- 5月30日 - 髙藤直寿（栃木県、柔道）

### 6月
- 6月13日 - デニス・テン（カザフスタン、フィギュアスケート）
- 6月18日 - マキシム・コフトゥン（ロシア、フィギュアスケート）
- 6月22日 - ダリア・ドミトリエワ（ロシア、新体操）

### 8月
- 8月1日 - シン・サンフン (韓国、アイスホッケー)
- 8月3日 - 吉村真晴（茨城県、卓球）
- 8月13日 - アルトゥール・ガチンスキー（ロシア、フィギュアスケート）
- 8月17日 - サラ・ショーストレム（スウェーデン、水泳）
- 8月30日 - 登坂絵莉（富山県、レスリング）

### 9月
- 9月6日 - 大津晃介 (栃木県、アイスホッケー)
- 9月8日 - 藤田慶和（京都府、ラグビー）
- 9月9日 - 加藤凌平（静岡県、体操）
- 9月20日 - ユリアン・ドラクスラー（ドイツ、サッカー）
- 9月21日 - 朴城炫（韓国、ゴルフ）

### 10月
- 10月3日 - 大澤勇斗 (北海道、アイスホッケー)
- 10月8日 - ガルビネ・ムグルサ（スペイン、テニス）
- 10月16日 - キャロライン・ガルシア（フランス、テニス）
- 10月20日 - 佐藤大宗（青森県、近代五種競技）
- 10月21日 - 松原梨恵（岐阜県、新体操）
- 10月30日 - マーカス・マリオタ（アメリカ合衆国、アメリカンフットボール）

### 11月
- 11月15日 - パウロ・ディバラ（アルゼンチン、サッカー）

### 12月
- 12月4日 - 清水礼留飛（新潟県、スキージャンプ）
- 12月17日 - 山城奈々（沖縄県、ゴルフ）
- 12月20日 - 久馬悠・久馬萌（京都府、陸上競技）
- 12月28日 - 京川舞（茨城県、サッカー）

## 死去
- 1月29日 - アンドレ・ザ・ジャイアント（フランス、プロレス、*1946年）
- 2月6日 - アーサー・アッシュ（アメリカ、テニス、* 1943年）
- 2月11日 - オクサナ・コスティナ（ロシア、新体操、*1972年）
- 2月16日 - 岡潤一郎（北海道、競馬、*1968年）
- 2月24日 - ボビー・ムーア（イギリス、サッカー、*1941年）
- 3月21日 - 神永昭夫（宮城県、柔道、*1936年）
- 4月18日 - 木村政彦（熊本県、柔道、*1917年）
- 5月15日 - 中村金雄（東京都、ボクシング、*1909年）
- 5月29日 - 戸山為夫（京都府、競馬、*1932年）
- 6月2日 - ジョニー・マイズ（アメリカ、野球、*1913年）
- 6月11日 - 矢野祐弘（愛媛県、野球、*1931年）
- 6月24日 - アーチー・ウィリアムズ（アメリカ、陸上競技、*1915年）
- 7月3日 - ドン・ドライスデール（アメリカ、野球、*1936年）
- 7月20日 - 津田恒実（山口県、野球、*1960年）
- 8月13日 - 吉田善哉（北海道、競馬、*1921年）
- 11月12日 - ビル・ディッキー（アメリカ、野球、*1907年）
- 12月11日 - 全演植（韓国、競馬、*1925年）